# Proszowski Potok
Potok Proszowski – potok, dopływ Raby. Wypływa w Puszczy Niepołomickiej w Kłaju na wysokości około 210 m n.p.m. Spływa w kierunku wschodnim. Na większej części swojego biegu płynie po południowej stronie Puszczy Niepołomickiej wzdłuż autostrady A4, zbliża się do puszczy przy rezerwacie przyrody Dębina. Potem wypływa na bezleśne obszary miejscowości Proszówki, dwukrotnie przepływa pod autostradą A4 i w miejscowości Krzyżanowice na wysokości około 185 m uchodzi do Raby jako jej lewy dopływ.

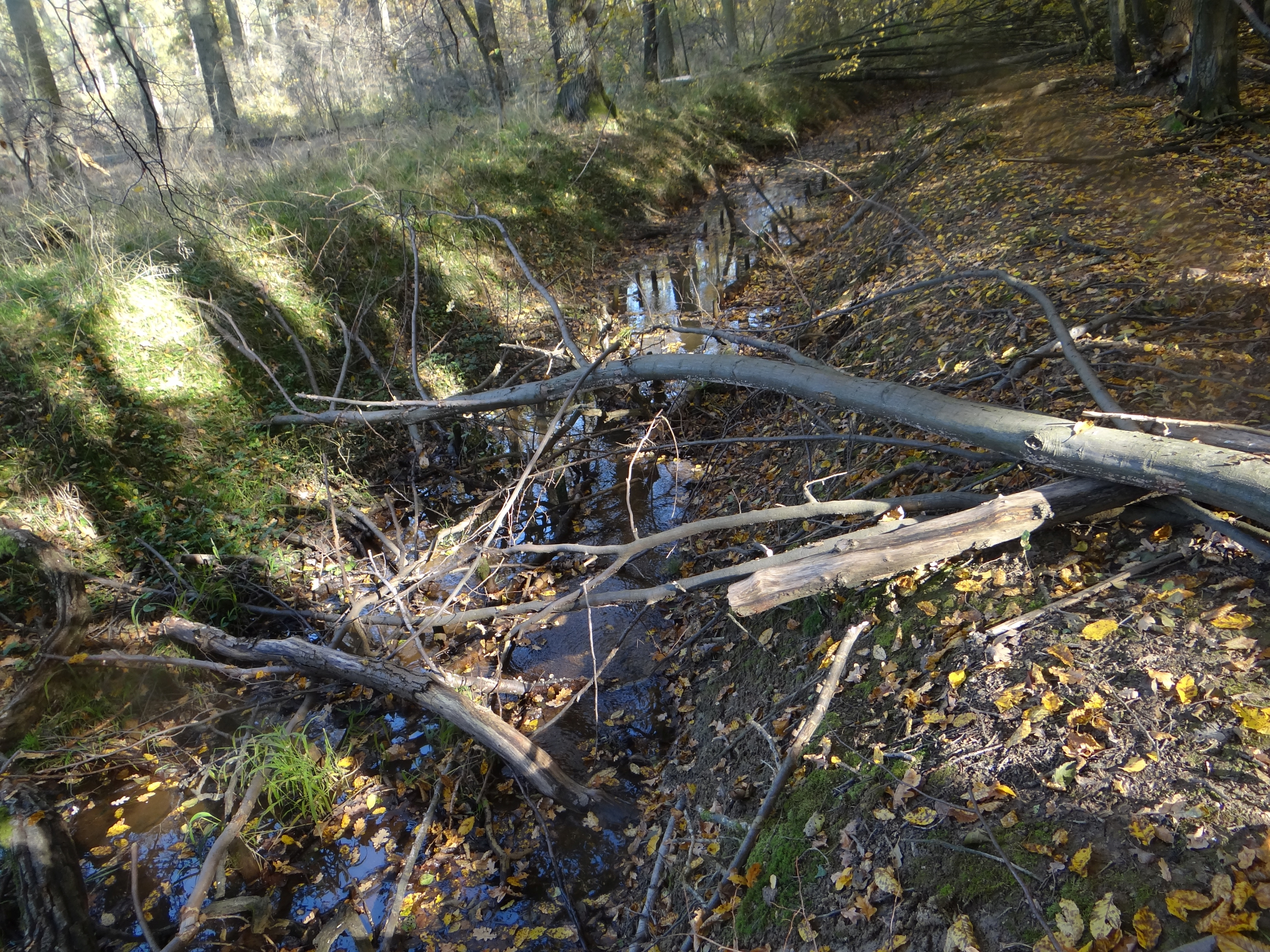
Proszowski Potok w Puszczy Niepołomickiej